# Tankus the Henge
 (septembre 2017).
Si vous disposez d'ouvrages ou d'articles de référence ou si vous connaissez des sites web de qualité traitant du thème abordé ici, merci de compléter l'article en donnant les références utiles à sa vérifiabilité et en les liant à la section « Notes et références ».

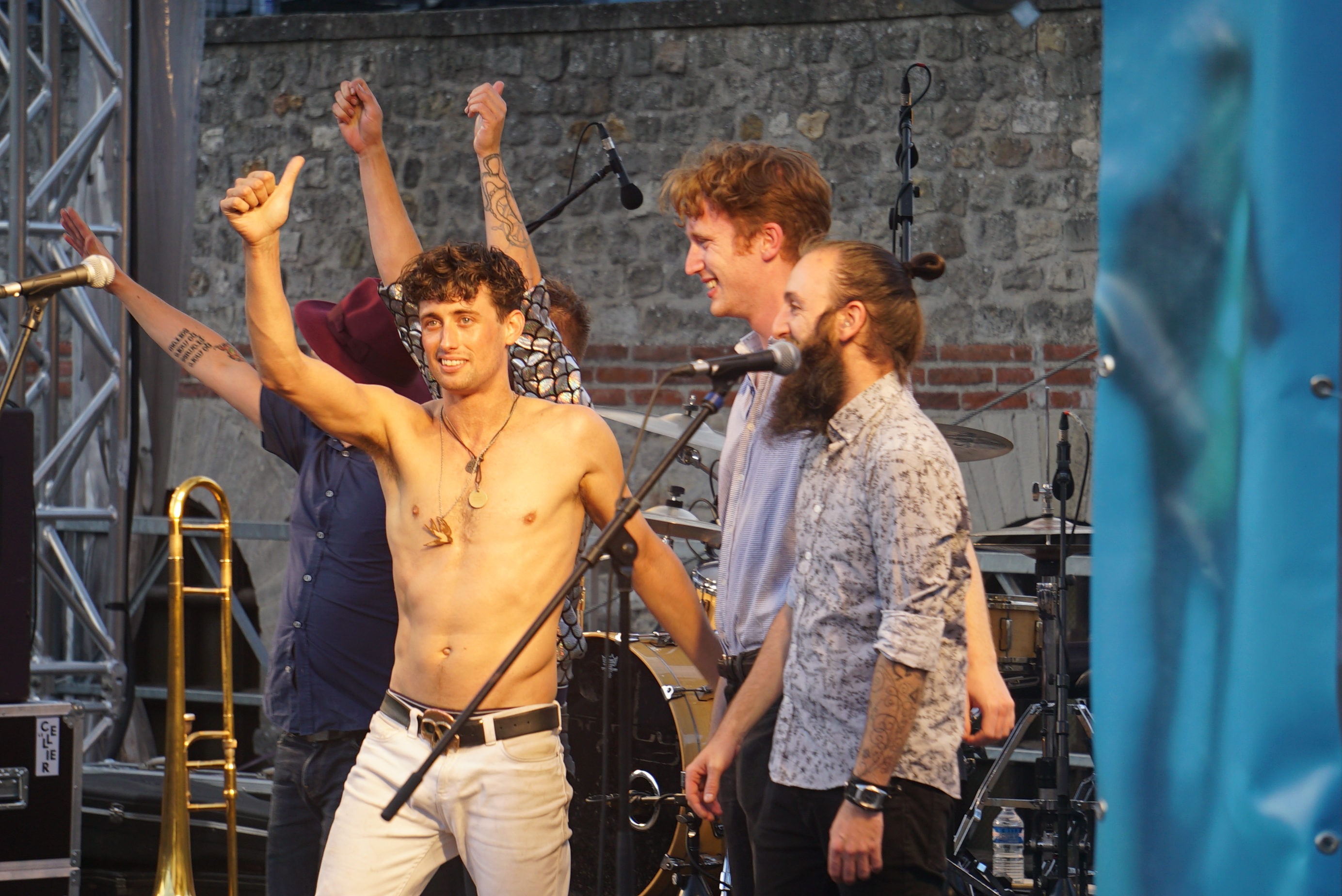
En concert à Reims en 2017.

Tankus the Henge est un groupe de musiciens anglais basé à Londres. Leur influence musicale va du rock 'n' roll au Gypsy Jazz en passant par le ragtime et la musique New Orleans. On peut classer leur composition, même si le leader Jaz Delorean s'en défend (car le groupe utilise des instruments électriques), dans le genre Steampunk. Il participe d'un mouvement parfois nommé « rétrofuturiste ». Après avoir percé à Londres, Tankus the Henge se produit dans plusieurs centaines de concerts dans le monde entier et quelques-uns des plus gros festivals européens comme le Glastonbury Festival en Angleterre (2016) ou le WOMAD en Espagne (2011),>.

## Albums
| Titre                               | Année | Label      |
| ----------------------------------- | ----- | ---------- |
| Tankus the Henge                    | 2013  | Auto-édité |
| Weather EP                          | 2015  | Auto-édité |
| Smiling makes the Day go Quicker EP | 2016  | Auto-édité |

## Origine du nom
« Tankus » est le nom du navire sur lequel travaillait le grand-père de Jaz Delorean (leader du groupe, chant et claviers) dans la marine marchande grecque. Il naviguait entre Chypre et la Grande-Bretagne. Malheureusement pas très bon navigateur, il a fini par échouer le navire et celui-ci gît toujours au fond de la Méditerranée. Un « Henge » est un monument, ce navire est un « Henge » gisant au fond de la mer… C'est un monument à la gloire de la témérité.